# Stactobia mayeri
Stactobia mayeri är en nattsländeart som beskrevs av Schmid 1959. Stactobia mayeri ingår i släktet Stactobia och familjen smånattsländor. Inga underarter finns listade i Catalogue of Life.